# Zeljonaja kareta
Zeljonaja kareta (russisk: Зелёная карета) er en sovjetisk spillefilm fra 1967 af Jan Frid.

## Medvirkende
- Natalja Tenjakova som Varvara Asenkova
- Vladimir Tjestnokov som Sosnitskij
- Igor Dmitriev som Djur
- Aleksandr Susnin som Martynov
- Gleb Florinskij